# Гривда (деревня)
Гривда(бел. Грыўда) — деревня в Ивацевичском районе Брестской области Белоруссии. Входит в состав Милейковского сельсовета. Население — 170 человек (2019).

## География
Деревня находится в 9 км к северо-востоку от города Коссово, северней деревни проходит граница с Гродненской областью. Деревня стоит на правом берегу одноимённой реки (бассейн Немана). Гривда связана местными дорогами с Коссово, Бусяжем, Буллой и Хорощей.

## Этимология
Своё имя деревня получила от реки, а та, в свою очередь, в названии имеет, скорее всего, балтскую основу.

## История
Первые письменные упоминание о деревне датируются XVI веком. После административно-территориальной реформы середины XVI века в Великом княжестве Литовском входила в состав Слонимского повета Новогрудского воеводства.
В XVI веке принадлежала роду Хрептовичей, позднее имение перешло во владение князей Полубинских. В 1790 году Германом Полубинским построена деревянная церковь св. Николая
После третьего раздела Речи Посполитой (1795 год) в составе Российской империи, с 1801 года Гривда принадлежала Слонимскому уезду Гродненской губернии.
Во второй половине XIX века Полубинские выстроили в Гривде деревянный усадебный дом и заложили пейзажный парк.
Согласно Рижскому мирному договору (1921) деревня вошла в состав межвоенной Польши, где принадлежала Косовскому повету Полесского воеводства. С 1939 года в составе БССР.
Усадебный дом Полубинских и церковь св. Николая погибли во время Великой Отечественной войны. От усадьбы сохранились лишь остатки парка.

## Достопримечательности
- Остатки пейзажного парка усадьбы Полубинских.
- Могила жертв фашизма в километре к востоку от деревни. Похоронены 27 мирных жителей, расстрелянных оккупантами. В 1971 году на могиле остановлен обелиск[7].